# Сінді Кроуфорд (порноакторка)
Сі́нді Лінетт Кро́уфорд (англ. Cindy Crawford; нар. 6 грудня 1980 року, Лас-Вегас, Невада, США) — американська порноакторка, відома під псевдонімом від імені моделі Сінді Кроуфорд. Модель оскаржувала використання свого імені, але порноакторка довела легальність його використання.

## Нагороди
- 2007 Adultcon — Best actress for an oral performance on a man — Stormy Driven[4]
- 2008 AVN Award — Most Outrageous Sex Scene — Ass Blasting Felching Anal Whores[5]